# Kerstin Müller (Ruderin)
Kerstin Müller (* 7. Juni 1969 in Halle (Saale)) ist eine ehemalige Ruderin, die 1992 Olympiasiegerin im Doppelvierer wurde.
Müller trat für den SC DHfK Leipzig an und gehörte nach der Wende zur Rudergemeinschaft Wiking im SC DHfK Leipzig. 1987 war sie Juniorenweltmeisterin im Doppelvierer. Nachdem sie 1991 deutsche Vizemeisterin im Doppelvierer geworden war, siegte sie 1992 und 1993 jeweils bei den Deutschen Meisterschaften. Bei den Olympischen Spielen 1992 in Barcelona gewann das Boot in der Besetzung Kerstin Müller, Sybille Schmidt, Birgit Peter und Kristina Mundt Gold mit vier Sekunden Vorsprung auf die Rumäninnen. Im Jahr darauf belegten Daniela Molle, Kerstin Müller, Kristina Mundt und Angela Schuster bei den Weltmeisterschaften in Račice u Štětí den zweiten Platz hinter den Chinesinnen.